# 創造産業
創造産業（そうぞうさんぎょう）またはクリエイティブ産業（英語：creative industries）とは、芸術、映画、コンピュータゲーム、服飾デザイン、広告など知的財産権を有した生産物の生産に関わる産業である。
創造産業に対する政策的補助は1990年代後半から各国で盛んになった。1997年のイギリス労働党のトニー・ブレア首相政権誕生後の「クール・ブリタニア」政策における創造産業活性化や、韓国の金大中大統領政権下で進められた映画・コンピュータゲームなどのコンテンツ産業育成、法整備やコンテンツ振興院の設置、日本大衆文化開放政策と同時に進んだ韓国製コンテンツの輸出などがその一例である。同様な政策は、製造業の地位低下への対処や、自国製品への付加価値追加などを目的に、欧州、アメリカ、日本、台湾（中華民国）など各地で施行されている。

## 創造産業の範囲
英国の文化・メディア・スポーツ省（DCMS）は、創造産業を次のように定義している。
「個人の創造性や技能、才能に由来し、また知的財産権の開発を通して富と雇用を創出しうる産業」
文化・メディア・スポーツ省は、創造産業に以下の部門を含めている。
- 広告
- 放送
- デザイン
  - 建築デザイン
  - コミュニケーション・デザイン
  - デザイナー・ファッション
- 編集、批評、報道
- 映画、ビデオ産業
- 美術・イラストレーション
- ゲーム開発
- 手芸
  - 骨董品および修復市場
- 音楽産業
- 舞台芸術
- 出版
- ソフトウェア開発、コンピュータ・サービス

文化・メディア・スポーツ省による定義は影響力が大きく、他国政府でもこれを公式に採用しているところもある。しかしながら未熟な定義であるという批評も受けている。
第一に、これらの部門分けはライフスタイル産業、非営利事業、大企業によるビッグビジネスなど、創造活動の規模や形態の差を考慮に入れていないこと、また政府による補助金を受けている部門（例・映画産業）と、補助のない部門（例・ビデオゲーム産業）などの差も考慮外であることが批判されている。
また骨董品市場を含めることにはしばしば疑問が呈される。これは単に取引であり、新たな価値の生産には寄与していないというものである。またコンピュータ関係の産業を含めることも疑問視されている。
中華人民共和国特別行政区の香港など複数の政府では、文化政策にあたり、物品やコンテンツの生産から販売までのバリュー・チェーンの中で著作権を有する部門に焦点を当てているところもある。これらの政府は世界知的所有権機関（WIPO）による分類（創造産業を、コンテンツ生産から販売までにかかわる企業の中で、著作権を所有する者に限定する）を適用している。
また、これらの産業を2つに分類するよう主張する者もいる。これによれば大量消費と大量供給により大衆に開かれる文化産業（映画、テレビドラマなど映像作品、コンピュータゲーム、放送、出版）、および手作業により生産され特定の場所・特定の時間でのみ消費が可能な文化産業（視覚芸術、舞台芸術、文化遺産など）の区別がなされる。

## 文化産業との相違
創造産業は、よく類似した用語である「文化産業」との違いや境界線が問われることがある。これに対する適切な説明は、文化産業は創造産業の付加的部門である、という表現である。文化産業は、文化遺産の維持、文化遺産やミュージアムを回る文化観光（カルチュラル・ツーリズム）、美術館や博物館や図書館、スポーツや野外活動、その他ローカルなペットショーから趣味関係のコンベンションの誘致まで、人生を豊かにするさまざまな活動が含まれる。それゆえ文化産業は、金銭的価値でない別の種類の価値（文化的豊かさや社会的豊かさ）を社会に提供できるか、に関係するといえる。創造産業が文化の生産に関わる部門であるなら、文化産業は生産のみならずその供給や消費に関わる部門まで含む。

## 知的産業との違い
リチャード・フロリダ（Richard Florida）ら数人の研究者は、創造産業を知的労働者の生産にまで焦点を広げ、創造的生産者（クリエイティブ・クラス）をプロフェッショナル的知識をもととしたサービスの提供者すべて含めるよう論じている。これにより、創造産業という語は知識経済という語や、知的所有権の所有権の問題一般を侵食してゆく。

## 経済への寄与
世界的に見て、ソフトウェア産業や一般的な科学研究開発を除いた創造産業は、1999年（現在信頼できるデータが入手できる最新年度）における、世界の経済生産高の4% ほどになるといわれる。科学研究開発の生産高を含めると、さらに4%から9%が加わると見られる。ただしこの数字は国によって異なる。
イギリスを例にとると、創造産業は生産高に対して福祉部門をはるかに越える寄与をし、農林水産業の4倍の生産を行っているとされる。政府の定義による創造産業部門の雇用は、イギリスの労働人口の4%から6%を占めているが、これは伝統的な産業、たとえば小売や工業に比べはるかに少ない。
創造産業部門の中では、再び英国を例にとれば、その中の三大部門はデザイン、出版、放送となる。これらをあわせて収入の75%、雇用の50%を占める。
創造産業内の複雑なサプライ・チェーンは、それぞれの部門ごとの価値付与額の正確な算出を困難にする。特にサービス業に当たる部門、たとえば広告部門は付与した価値の算出が困難である。一方生産を行う手芸などの部門は比較的容易になっている。しかし、生産的部門における競争は、生産競争を猛烈にする傾向を生み、その生産物を高級品からただの日用品にしてしまう結果となる（コモディティ化）。
公的資金を投入される創造産業は、これによってサービスを増加させることにより、創造産業の数の見積もりを困難にする傾向を持つ。また税制上の区分は人の職業を決定できるが、創造産業従事者は複数の業種に就いているため（バイトや副業を持つなど）、ここからの創造産業従事者の算定も困難である。このため、公的な創造産業に関する統計の取り扱いには注意が必要である。